# 오스카 (영화)
《오스카》(영어: Oscar)는 미국에서 제작된 존 랜디스 감독의 1991년 코미디 영화이다. 실베스터 스탤론, 머리사 토메이, 오르넬라 무티, 팀 커리, 채즈 팰민테리 등이 출연하였고, 레슬리 벨즈버그 등이 제작에 참여하였다.

## 출연
- 실베스터 스탤론
- 오르넬라 무티
- 돈 어미치
- 피터 리거트
- 팀 커리
- 빈센트 스파노
- 머리사 토메이
- 에디 브래컨
- 린다 그레이
- 채즈 팰민테리
- 커트우드 스미스
- 윌리엄 애서턴
- 아트 러플루어
- 이본 더칼로
- 마틴 페레로
- 해리 시어러
- 리처드 로마너스
- 알린 소킨
- 짐 멀홀런드
- 조이 트러볼타
- 커크 더글러스

## 기타 제작진
- 미술: 빌 케니
- 의상: 데버라 너둘먼